# Bergskär, Kimitoön
Bergskär är en ö i Finland.   Den ligger i kommunen Kimitoön i den ekonomiska regionen  Åboland  och landskapet Egentliga Finland, i den södra delen av landet, 160 km väster om huvudstaden Helsingfors. Arean är 0,40 kvadratkilometer.
Terrängen på Bergskär är mycket platt. Öns högsta punkt är 17 meter över havet. Den sträcker sig 0,7 kilometer i nord-sydlig riktning, och 1,0 kilometer i öst-västlig riktning.